# Ciro y los Persas
Ciro y los Persas é uma banda de rock argentina, formada em 2009 e liderada pelo cantor e compositor Andrés Ciro Martínez, que era o líder dos Los Piojos. Eles ganharam 2 prêmios Carlos Gardel (Prêmio de música mais importante concedido na Argentina).

## Historia

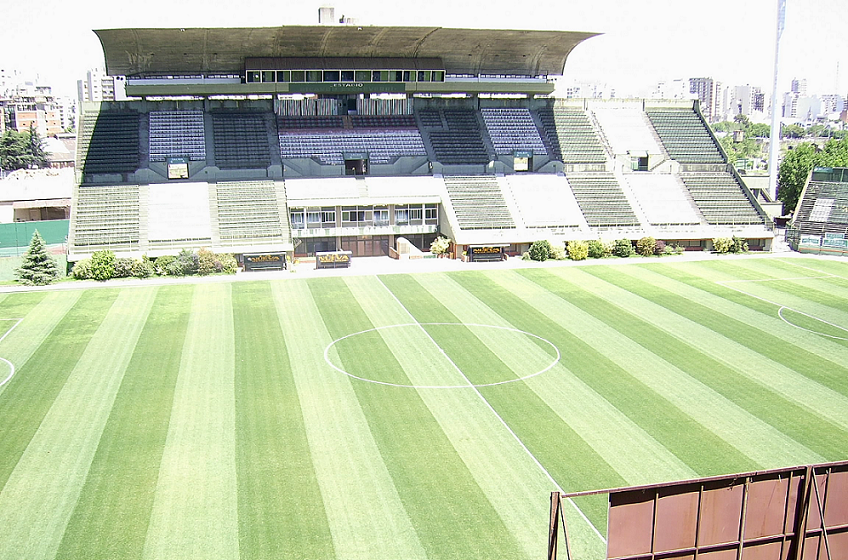
Estádio Arquiteto Ricardo Etcheverry, local onde a banda se apresentou em duas datas, nos dias 26 de abril e 18 de outubro de 2014, diante de mais de 30 mil pessoas nos dois shows

Em 2009, dois meses após ao fim inesperado da banda Los Piojos, Ciro Martínez, juntamente com o guitarrista Juan Manuel Giger Abalos, criaram a banda Ciro y los Persas. As performances mais importantes do álbum Espejos ocorreram em 2010: um CD feito na arena esportiva Orfeo Superdome em Córdova, no teatro do Anjo Bustelo, de Mendoza, em Hugo Espectáculos de San Juan, e do estádio Luna Park, em Buenos Aires.
O segundo disco, lançado em meados de novembro de 2012 foi intitulado  27, O álbum mistura rock e tango; conseguiu ser um sucesso e causou uma grande sensação entre os fãs e críticos, uma semana após o seu lançamento obteve um disco de ouro.
Em 27 de setembro de 2016 chega a primeira parte do seu terceiro álbum de estúdio e o primeiro duplo, chamado Naranja Persa (Laranja Persa). Sua apresentação oficial em Buenos Aires foi em 19 de novembro no estádio Estádio José Amalfitani, do Vélez Sarsfield, diante de 42.000 pessoas. Uma semana após seu lançamento, foi disco de ouro e depois um disco de platina. Em setembro de 2017 o álbum foi lançado em formato de vinil.
Naranja Persa 2 (Laranja Persa 2), o segundo álbum, foi lançado em 14 de abril de 2018; foi apresentado no dia 21 de abril no hipódromo do Parque Independencia, em Rosário, e a apresentação em Buenos Aires foi no dia 15 de dezembro, no Estádio Monumental de Núñez, do River Plate, diante de mais de 55.000 pessoas.
Em seguida, edita-se o seu segundo álbum ao vivo intitulado Ciro e os persas no Rio Stadium (Live), publicado em 11 de janeiro de 2019.

## Discografia
Álbuns de estúdio
- Espejos (2010)
- 27 (2012)
- Naranja Persa (1 e 2) (2016/18)

Álbuns ao vivo
- Qué placer verte otra vez (2015)
- Ciro y los Persas en el Estadio de River (En Vivo) (2019)